# Afgan Sadigov
Pour les articles homonymes, voir Sadigov.
Afgan Sadigov, aussi orthographié Afgan Sadygov, est un journaliste azerbaïdjanais. Critique du pouvoir d'Ilham Aliyev et réfugié à l'étranger après avoir été emprisonné pendant plusieurs années, il est arrêté en août 2024 en Géorgie et menacé d'expulsion vers l'Azerbaïdjan.

## Biographie

### Jeunesse et débuts
Afgan Sadigov travaille comme journaliste en Azerbaïdjan. Rédacteur en chef d'AzelTV, il se spécialise notamment dans la révélation des détournements de fonds publics commis par des hauts responsables du pays. Il écrit également sur les inégalités sociales et se montre régulièrement critique du pouvoir, incarné par Ilham Aliyev.

### Poursuites judiciaires en Azerbaïdjan
En 2016, il est arrêté et inculpé pour agression. Il nie tous les faits reprochés mais est condamné à 2 ans et demi de prison.
En mai 2020, Afgan Sadigov est arrêté alors qu'il va faire ses courses. Plusieurs agents de police perquisitionnent ensuite son domicile alors que sa femme s'y trouve. Il est ensuite accusé d'avoir voulu extorquer de l'argent à une personnalité politique, mais son avocat affirme que les charges contre lui sont « en représailles à un article qu'il a publié, selon lequel des responsables locaux de la ville de Sumqayıt auraient tenté de faire taire les victimes d'agressions sexuelles perpétrées par des policiers locaux ».
Il est condamné le 3 novembre 2020 à 7 ans de prison par un tribunal en Azerbaïdjan, pour plusieurs chefs d'accusation. Il entame une première grève de la faim et son avocat fait appel ; sa peine est réduite à 6 ans. Elle est ensuite réévaluée à 4 ans par la Cour suprême, en juillet 2021. En raison d'une grâce présidentielle, il est libéré le 27 mai 2022 après un peu plus de 2 ans de détention, durant laquelle son état de santé s'est détérioré. En décembre 2023, il prend alors la fuite et s'installe avec sa famille en Géorgie. Au total, sa grève de la faim a duré 242 jours.
Afgan Sadigov fait partie des nombreux journalistes et opposants politiques à être détenus par le régime azerbaïdjanais. Il est considéré comme un prisonnier d'opinion par la fondation Friedrich-Naumann. Le Comité pour la protection des journalistes appelle les autorités d'Azerbaïdjan à « abandonner les accusations fabriquées de toutes pièces » contre lui et à sa « libération immédiate ».

### Menaces d'expulsion de Géorgie
Le 3 août 2024, il est arrêté par les autorités géorgiennes à la suite d'une demande de l'Azerbaïdjan, qui mène une enquête préliminaire pour « menaces et extorsion ». Il est menacé d'extradition et son avocat « [n'exclut] pas la possibilité que le dossier soit monté de toutes pièces ». Quelques semaines plus tôt, il avait été interdit de quitter le territoire juste avant d'embarquer à bord d'un vol pour la Turquie, les autorités géorgiennes ne l'autorisant qu'à repartir vers l'Azerbaïdjan. Afgan Sadigov est incarcéré en attendant son éventuelle extradition, initialement pour 3 mois, durée qui est ensuite prolongée. Le 18 septembre, le ministère des Affaires intérieures refuse définitivement de lui accorder le statut de réfugié.  
Le 28 novembre 2024, un tribunal de Tbilissi ordonne son extradition vers l'Azerbaïdjan, ce qui lui ferait risquer des persécutions politiques, selon sa femme. Elle affirme qu'« Ivanichvili a acheté le tribunal et exécute les ordres d'Aliyev ». Le verdict est suspendu à titre conservatoire par la Cour européenne des droits de l'homme en janvier 2025, en attendant de prendre une décision définitive,.  
Amnesty International, l'International Press Institute et l'OSCE appellent le gouvernement géorgien à ne pas l'extrader,. Le 11 novembre 2024, le premier jour de la COP 29 qui se tient à Bakou, sa femme organise une manifestation de soutien devant l'ambassade d'Azerbaïdjan, en parallèle des manifestations post-électorales de l'avenue Roustavéli. 
Afgan Sadigov entame une grève de la faim le 21 septembre, refusant d'être extradé. Il la poursuit pendant plus de 140 jours et perd plus de 40 kilogrammes ; après avoir été hospitalisé une première fois en octobre, il refuse d'être transféré à l'hôpital à nouveau. Début février 2025, il durcit encore sa grève de la faim et s'arrête également de boire, mais fait marche arrière sous la pression de sa famille et les conseils de ses avocats. Le 13 février 2025, le Défenseur public de Géorgie alerte sur son état de santé et les risques de « complications médicales rapides ». Afgan Sadigov met fin à sa grève de la faim après avoir été informé de la décision de la CEDH. 

### Libération sous caution
Le 16 avril 2025, il est libéré sous caution, quelques jours avant que le délai légal de sa détention pré-extradition n'expire. La caution est fixée à 5 000 laris, soit environ 1 800 euros.

## Vie privée
Il est marié à Sevinj Sadigova.